# Ectomicorriza

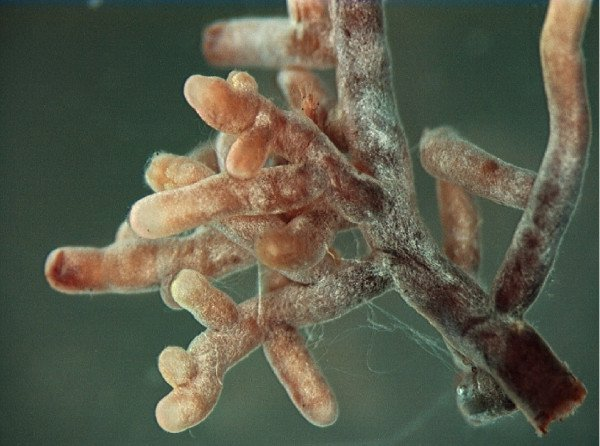
Un exemple de simbiosi ectomicorícica que mostra els micelis del gènere Amanita

Una simbiosi d'ectomicorriza (del grec: ektos, "fora de;" μυκός, mykós, "fong;" ριζα, riza, "rels;" pl. abreujat en anglès com EcM) és una relació simbiòtica que es dona entre un simbiont (micobiont) fong i les rels de diverses espècies de plantes. El micobiont tendeix a pertànyer a les divisions Basidiomycota i Ascomycota, malgrat que hi ha uns pocs representants de la divisió Zygomycota.
Les ectomicorrizes es formen entre els fongs i les arrels del voltant del 2% de les espècies vegetals Aquests tendeixen a estar compostes per plantes llenyoses, incloses les espècies dels grups del  bedoll, dipterocarpaceae, Myrtaceae, Fagaceae, salicàcies,  pins i Rosaceae.
Al contrari que altres relacions de mycorrhiza com la micorriza arbuscular i la micorriza ericoide, els fongs ectomicorícics no penetren dins la paret cel·lular de l'hoste. En lloc d'això formen una interfície totalment intercel·lular que consta d'hifes altament embrancades que formen una xarxa entre l'epidermis vegetal i les cèl·lules de les arrels, conegudes com la xarxa de Hartig (Hartig net).
Les ectomicorrizes es diferencien a més d'altres micorrizes per la formació d'una beina de les hifes densa, coneguda com el mantell, que envolta la superfície de l'arrel. Aquest revestiment del mantell pot ser de fins a 40 µm de gruix, amb hifes que s'estenen fins a diversos centímetres dins el sòl circumdant. Aquesta xarxa d'hifes ajuda a l'absorció d'aigua ide nutrients i sovint ajuda la planta hoste a sobreviure en condicions i a canvi al micosimbiont li proporciona accés als carbohidrats.
Molts cossos fructífers de fongs EcM són ben coneguts Inclouen les molt valorades comercialment tòfones i també la mortal farinera borda. També es formen en molts arbres de la zona de clima temperat com els dels gèneres Pinus, Quercus, Salix, Pseudotsuga, Eucalyptus, Fagus i Betula.
Actualment es fa molta recerca científica sobre les relacions ectomicorríciques i el seu paper en l'ecosistema.

## Evolució de la simbiosi ectomicorrícica
Les relacions micorríciques en general són ubíqües en els ecosistemes terrestres i és possible que aquestes facilitessin la colonització del sòl per les plantes. Les evidències paleobiològiques i moleculars suggereixen que les micorrizes arbusculars, enpartular es van originar fa 460 milions d'anys.
La simbiosi EcM es suggereix que també té un origen molt antic. La família Pinaceae representa la família, de les vivesa actualment, més antiga on ocorre la simbiosi amb fongs EcM, i els fòssils d'aquesta família de plantes daten de fa 156 milions d'anys.
Segons els estudis moleculars i les anàlisi de la filogenètica de llinatges de fongs, senbla que els fongs han evolucionat moltes vegades dels seus ancestres de l'humusi els saprotròfs de la fusta amb poca reversió.

## Morfologia

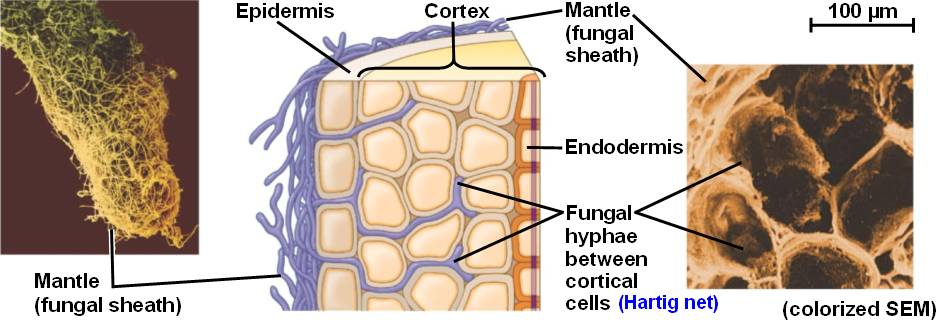
Il·lustració de la morfologia bàsica d'una associació ectomicorícica comuna

Molta part de la biomassa del micobiont es troba a l'exterior de la rel de la planta. L'estructura del fong es compon príncipalment de tres parts: 1) hifes intrarradicals que formen la xarxa de Hartig, 2) el mantell que forma un revestiment envoltant la punta de la rel i 3) les hifes extrarradicals i les estructures relacionades que s'estenen a través de la matriu del sòl.

### Cossos fructífers

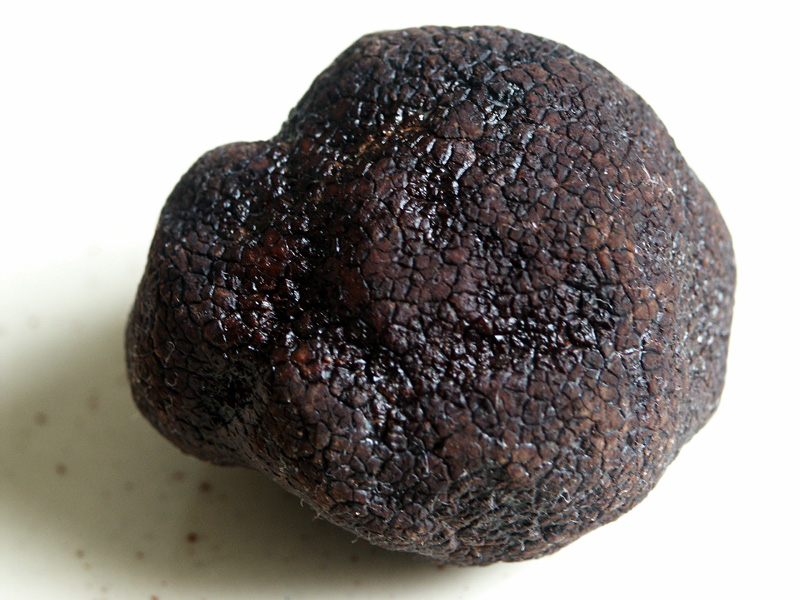
Esporocarp hipogeu de Tuber melanosporum, o tòfona negra del Périgord

L'esporocarp o cos fructífer del fong es pot considerar una extensió de l'hifa extrarradical del fong EcM. Aquestes estructures varien molt en la seva morfologia. Les parets cel·lulars del fong estan compostes de polisacàrids i sovint conté nitrogen enllaçat.
Al contrari que en la majoria de micorrices arbusculars el fongs EcM es reprodueixen sexualment i produeixen esporocarps macroscòpics (bolets) en una gran varietat de formes. Sovint els fongs ectomicorícis necessiten fer aquesta simbiosi per a poder completar el seu cicle vital fent un cos fructífer.

## Fisiologia

### Presimbiosi
Per tal de formar una connexió ectomicorrícica, les hifes del fong originades d'un propàgul en el sòl, primer han de créixer cap a les rels de les plantes. després han de penetrar dins les cèl·lules de la punta de la rel i infectar-la permeten que es formi la xarxa de Hartig i les estructures associades. Tant el fong com la planta han de participar en una seqüència de desenvolupament que permet expressar els gens de cada simbiont per a poder fer aquestes accions.

### Simbiosi
Després de la connexió de les hifes dels fongs i les arrels el creixement ha de continuar dins l'epidermis on es multiplicaran les hifes per a formar capes que eventualment formaran un mantell madur.
La xarxa de Hartig inicialment es forma a partir de capes internes del mantell diferenciades i la penetració ocorre en un ampli front orientat transversalment a l'eix de la rel.
Com a benefici no nutricional, les hifes extrarradicals ofereixen un transport d'aigua en moltes espècies. l revestiment d'hifes fa una barrera de protecció davant els patògens i els depredadors.
Els animals, especialment els invertebrats dispersen els fongs ectomicorícics a través del transport involuntari o quan s'alimenten dels cossos fructífers.
Com una pràctica agrícola es procedeix a inocular plantes amb fongs ectomicorícics com un sistema alternatiu a l'adobat del sòl amb productes de síntesi química o orgànics. També, amb la mateixa finalitat, s'apliquen fongs ectomicorícis, ubicats en substrats diversos, en plantacions ja establertes.